# F&F Tower
F&F Tower (precedentemente nota come Revolution Tower) è un grattacielo utilizzato per ospitare uffici commerciali situato a Panama. Alto 252 metri, è stato costruito tra il 2008 e il 2011.